# Firehose
A Firehose amerikai rockegyüttes volt 1986 és 1994 között. A kaliforniai San Pedróban alakultak. 2012-ben újból összeálltak egy pár koncert erejéig. Alternatív rock, post-punk, progresszív punk illetve punk rock műfajokban játszottak. Feloszlásuk után tagjai más zenekarokban folytatták karrierjüket, például: Dos, Unknown Instructors, Banyan, The Stooges. Mike Watt szóló albumokat is megjelentetett. Nevük Bob Dylan egyik rövidfilmjéből származik, amelyben a "Subterranean Homesick Blues" dal során elhangzott a "firehose" szó. Hurley és Watt korábban a The Minutemen-ben szerepelt, és annak a zenekarnak az 1986-os felbomlása után nem sokkal alakult meg a Firehose.

## Tagok
- Ed Crawford - gitár, ének
- Mike Watt - basszusgitár, ének
- George Hurley - dob

## Diszkográfia
- Ragin', Full On (1986)
- If'n (1987)
- Fromohio (1989)
- Flyin' the Flannel (1991)
- Mr. Machinery Operator (1993)